# Середній Околодок
Середній Око́лодок (рос. Средний Околодок, марій. Кокласола) — присілок у складі Гірськомарійського району Марій Ел, Росія. Входить до складу Мікряковського сільського поселення.

## Населення
Населення — 74 особи (2010; 80 у 2002).
Національний склад (станом на 2002 рік):
- гірські марійці — 96 %